# Kypriás z Halikarnassu
Kypriás z Halikarnassu byl antický řecký básník archaického období (pravděpodobně 6. stol. př. n. l.).
Podle některých pramenů jsou mu připisovány epické básně Kyprie. Kyprie se také věnovaly Trojské válce, jako Ilias, ale kvalitou byly na nesrovnatelně nižší úrovni. Vyprávěly události od sporu tří bohyň po první léta války. Básně byly složeny v daktylském hexametru. Zachovaly se pouze v padesáti řádcích. 
Kyprie jsou alternativně připisovány Stasínovi z Kypru nebo Hégesínu ze Salamíny.